# Szató Akihiro
Szató Akihiro (佐藤 昭大; Hepburn: Akihiro Satō) japán labdarúgókapus, aki jelenleg a Kasima Antlers színeiben játszik a japán első osztályban.

## Pályafutásának statisztikái
| Teljesítmény klubjában | Teljesítmény klubjában | Teljesítmény klubjában | Bajnokság | Bajnokság | Kupa  | Kupa | Ligakupa                 | Ligakupa                 | Nemzetközi | Nemzetközi | Összesen | Összesen |
| Szezon                 | Klub                   | Bajnokság              | Mérk.     | Gól       | Mérk. | Gól  | Mérk.                    | Gól                      | Mérk.      | Gól        | Mérk.    | Gól      |
| Japán                  | Japán                  | Japán                  | Bajnokság | Bajnokság | Kupa  | Kupa | Japán labdarúgó-ligakupa | Japán labdarúgó-ligakupa | Ázsia      | Ázsia      | Összesen | Összesen |
| ---------------------- | ---------------------- | ---------------------- | --------- | --------- | ----- | ---- | ------------------------ | ------------------------ | ---------- | ---------- | -------- | -------- |
| 2005                   | Sanfrecce Hirosima     | J. League Division 1   | 8         | 0         | 2     | 0    | 0                        | 0                        | -          | -          | 10       | 0        |
| 2006                   | Sanfrecce Hirosima     | J. League Division 1   | 0         | 0         | 0     | 0    | 1                        | 0                        | -          | -          | 1        | 0        |
| 2007                   | Ehime FC               | J. League Division 2   | 28        | 0         | 0     | 0    | -                        | -                        | -          | -          | 28       | 0        |
| 2008                   | Sanfrecce Hirosima     | J. League Division 2   | 24        | 0         | 4     | 0    | -                        | -                        | -          | -          | 28       | 0        |
| 2009                   | Sanfrecce Hirosima     | J. League Division 1   | 6         | 0         | 2     | 0    | 1                        | 0                        | -          | -          | 9        | 0        |
| 2010                   | Kasima Antlers         | J. League Division 1   | 0         | 0         | 0     | 0    | 0                        | 0                        | 0          | 0          | 0        | 0        |
| 2011                   | Kasima Antlers         | J. League Division 1   | 0         | 0         | 0     | 0    | 0                        | 0                        | 0          | 0          | 0        | 0        |
| 2012                   | Kasima Antlers         | J. League Division 1   | 0         | 0         | 0     | 0    | 0                        | 0                        | 0          | 0          | 0        | 0        |